# Camponotus flavocassis
Camponotus flavocassis är en myrart som beskrevs av Horace Donisthorpe 1941. Camponotus flavocassis ingår i släktet hästmyror, och familjen myror. Inga underarter finns listade.